# DCシューズ
DCシューズ（DC SHOES）は、アメリカのスポーツ用品メーカー。1994年にプロスケーターのダニー・ウェイの兄であるデーモン・ウェイ、コリン・マッケイ、ラリードライバーのケン・ブロックらによって創設された。後に同じアメリカのクイックシルバーに買収され、その後も買収が繰り返された結果、2023年現在はオーセンティック・ブランズ・グループ傘下のブランドとなっている。
現在もダニーやコリン他、多くのプロスケーターのスポンサーである。他、スノーボードやラリーなどの多くのスポーツイベントのスポンサーを務める。
ブランド名は前身のDROORS CLOTHING（ドロアーズ・クロージング）の頭文字からとったものであり、一般的に言われているダニーとコリンの頭文字というのは間違いである。なお、そのロゴデザインはフランスのシャネルのパロディ。
アスリート達の声を大きく反映した高い機能性を持つ商品ラインアップを誇る。
ストリート、スケート、レース、スノーなど、様々なカテゴリー別の商品があり、アパレルやシューズは世界的に非常に人気が高い。